# Босколь
Босколь (каз. Боскөл) — село в Карабалыкском районе Костанайской области Казахстана. Административный центр Боскольского сельского округа. Находится на берегу одноимённого озера примерно в 51 км к западу от районного центра, посёлка Карабалык. Расположен на железнодорожной линии Троицк — Карталы. Код КАТО — 395035100.
Основан в 1914 году в связи с сооружением Южно-Уральской железной дороги.
В 3 км к северу находится озеро Токбулды, в 4 км к западу — Бозколь.

## Население
В 1999 году население села составляло 2994 человека (1541 мужчина и 1453 женщины). По данным переписи 2009 года, в селе проживали 1874 человека (868 мужчин и 1006 женщин).